# 悲歌
《悲歌》又名《處世難》，二胡獨奏曲，劉天華創作於1927年。此曲節奏較為自由，類似戲曲、說唱中的散板，同時又劃分了節拍，使其异於前者。樂曲现有两种弓法與大多數抒發激憤的情感二胡曲一樣，樂曲的旋律較為綿長，節奏較為有力。
全曲一氣呵成，不分任何段落，作者嘗試在曲中使用半音及變化音在。

## 資料來源
1. ↑  http://www.chinamedley.com/yayun/beige/ （页面存档备份，存于）  中華古韻 劉天華二胡曲：《悲歌》